# Windows 3.x

Логотип Windows 3.0 (1990)

Windows 3.x (версии 3.0-3.2)— общее название поколения графических оболочек (также называется интегрированная оболочка, интегратор). Windows 3.x включает в себя два значительных релиза от Microsoft: Windows 3.0, выпущенную 22 мая 1990 года, и её преемницу Windows 3.1, которая вышла 6 апреля 1992 года. Эти версии стали важными вехами в истории операционных систем, предложив пользователям новый графический пользовательский интерфейс (GUI), который заменил традиционный текстовый список файлов на кликабельные значки. Это изменение сделало взаимодействие с компьютером более интуитивным и удобным.
Windows 3.0 стала первой версией Windows, которая получила широкое признание как со стороны пользователей, так и критиков, благодаря значительным улучшениям по сравнению с Windows 2.0. Графический интерфейс Windows 3.0 был сопоставим с теми, что использовались на Macintosh, что способствовало её популярности. Среди ключевых нововведений были улучшенная многозадачность, настройка интерфейса и эффективное управление памятью, что устраняло проблемы, с которыми сталкивались пользователи предыдущих версий. Windows 3.0 достигла значительного успеха, было продано более 10 миллионов копий, однако Microsoft подверглась критике за интеграцию своего программного обеспечения с операционной средой, что воспринималось как антиконкурентная практика. Поддержка этой версии завершилась 31 декабря 2001 года.
Windows 3.1 продолжила развитие идей, заложенных в 3.0. Эта версия, работая как оболочка поверх MS-DOS, стала последней 16-разрядной операционной системой Windows, после чего компания перешла на 32-разрядные версии. Windows 3.1 представила систему шрифтов TrueType, расширила мультимедийные возможности, добавив заставки и новое программное обеспечение, такое как Windows Media Player и Sound Recorder. Улучшения коснулись файлового менеджера и Панели управления, также была введена концепция реестра Windows, что позволило более эффективно управлять настройками системы.
Microsoft также выпустила специальные версии Windows 3.1, включая те, которые были адаптированы для европейского и японского рынков. В ноябре 1993 года вышло незначительное обновление — Windows 3.11, а также была выпущена упрощённая китайская версия под названием Windows 3.2. Важным дополнением стала версия Windows for Workgroups, которая впервые предоставила сетевые возможности, позволяя пользователям обмениваться файлами, использовать серверы печати и общаться в чате.
Серия Windows 3.x была признана значительным улучшением по сравнению с предшествующими версиями. Windows 3.1, например, продалась более трёх миллионов копий в первые три месяца после выхода. Тем не менее, версия Windows for Workgroups не достигла ожидаемого коммерческого успеха. Поддержка Windows 3.1 закончилась 31 декабря 2001 года, кроме встроенной (embedded) версии, поддержка которой была прекращена в 2008 году. Эти релизы стали основой для будущих версий Windows, включая Windows 95, и положили начало эпохе более продвинутых графических интерфейсов.

## Windows 3.0
Windows 3.0 была выпущена 22 мая 1990 года и имела значительно обновлённый пользовательский интерфейс, а также технические усовершенствования, позволявшие использовать возможности процессоров Intel 80286 и 80386 по управлению памятью. Текстовые программы, созданные для MS-DOS, могли быть запущены в окне (эта возможность была ранее доступна в более ограниченном виде в Windows/386 2.1). Это делало систему пригодной к использованию в качестве простой многозадачной базы для старых программ; однако для домашних компьютеров эта функция не имела большого значения, так как большинство игр и развлекательных приложений по-прежнему требовало непосредственного доступа к DOS.

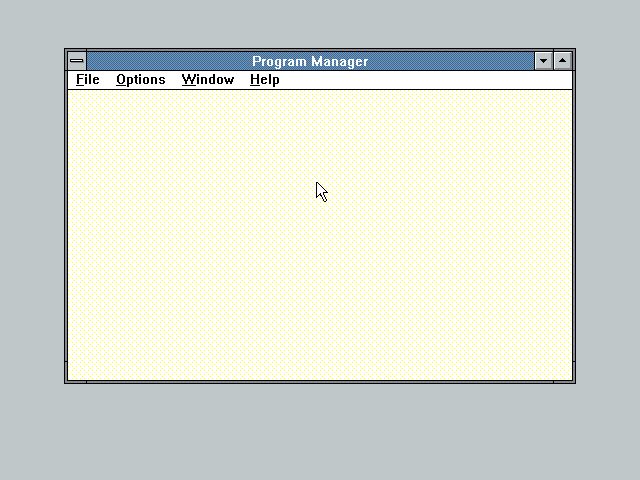
Скриншот Windows 3.0

Средство MS-DOS Executive, использовавшееся ранее для запуска программ и управления файлами, было заменено средствами «Диспетчер программ» и «Диспетчер файлов», упростившими эти действия. Тем не менее, MS-DOS Executive по-прежнему поставлялась с системой в качестве альтернативного пользовательского интерфейса. «Панель управления», ранее представлявшая собой обыкновенный апплет, была переделана и стала походить больше на свой аналог в операционной системе Mac OS. В ней были централизованы системные настройки, включая ограниченное управление цветовой схемой интерфейса. В поставку было включено несколько простых приложений, например, текстовый редактор «Блокнот» и текстовый процессор Windows Write (оба они были унаследованы от предыдущих версий Windows), средство записи макрокоманд (уникальная возможность Windows 3.0; впоследствии была удалена), и калькулятор (также из предыдущих версий). Более старая игра «Реверси» была дополнена карточным пасьянсом «Косынка».
Windows 3.0 была последней версией Windows, которая, по заявлениям Microsoft, поддерживала полную совместимость со старыми приложениями Windows. Как и предыдущие версии, Windows 3.x использовала кооперативную многозадачность, в которой приложения должны самостоятельно отдавать управление диспетчеру, поэтому зависание любого приложения останавливало выполнение остальных программ.

## Расширения
Расширения для мультимедиа были выпущены осенью 1991 года для поддержки дисководов для компакт-дисков и звуковых карт, по мере того, как они становились всё более распространёнными. Эти расширения были выпущены для OEM-поставщиков, в основном для производителей звуковых карт и дисководов для компакт-дисков. Они добавляли в систему Windows 3.0 возможность простого ввода-вывода звука и проигрывания аудио-компакт-дисков. Новые возможности расширений для мультимедиа были недоступны при работе в реальном режиме. Впоследствии, многие функции этих расширений были включены в Windows 3.1.

## Windows 3.1 и более поздние версии
Windows 3.1 (изначально носившая кодовое имя Janus), выпущенная 18 марта 1992 года, была расширенной версией Windows 3.0. Она включала систему шрифтов TrueType (и предустановленный набор довольно качественных шрифтов), что впервые сделало Windows серьёзной платформой для компьютерной вёрстки. Аналогичные возможности можно было получить в Windows 3.0 при помощи приложения Adobe Type Manager. Эта версия Windows также включала простую антивирусную программу Microsoft Anti-Virus for Windows, которая позже стала известна тем, что определяла программу установки Windows 95 как содержащую компьютерный вирус. Начиная с этой версии системы Windows поддерживают 32-разрядный доступ к жёсткому диску.
Windows 3.1 была разработана таким образом, чтобы иметь максимальный уровень обратной совместимости с более старыми платформами Windows. Как и версия 3.0, Windows 3.1 имела Диспетчер файлов и Диспетчер программ.
Была также выпущена специальная версия, названная Windows 3.1 для Центральной и Восточной Европы, которая поддерживала кириллицу и имела шрифты с диакритическими знаками.
Встроенная поддержка сетей появилась в версии Windows для рабочих групп 3.11 (Windows for Workgroups 3.11), расширенной версии Windows 3.1. Она включала в себя поддержку SMB для общего доступа к файлам по протоколам NetBEUI и/или IPX, а также содержала компьютерную игру «Червы» (Hearts) и VSHARE.386, драйвер виртуального устройства для программы SHARE.EXE. Windows для рабочих групп 3.11 (Windows for Workgroups 3.11) поддерживала 32-разрядный доступ к файлам, полные 32-разрядные сетевые перенаправители[неизвестный термин] и файловый кэш VCACHE.386. Кроме того, в версии 3.11 была убрана поддержка стандартного режима и игра «Реверси». Поддержка протоколов TCP/IP в Windows 3.x основывалась на отдельных пакетах третьих сторон (например, Winsock). Дополнение Microsoft (с кодовым именем Snowball) также предоставляло поддержку TCP/IP в Windows для рабочих групп, но этот пакет не стал широко доступным.
Ограниченная совместимость с новым 32-разрядным API Win32, который использовался в Windows NT, предоставлялась дополнительным пакетом Win32s.

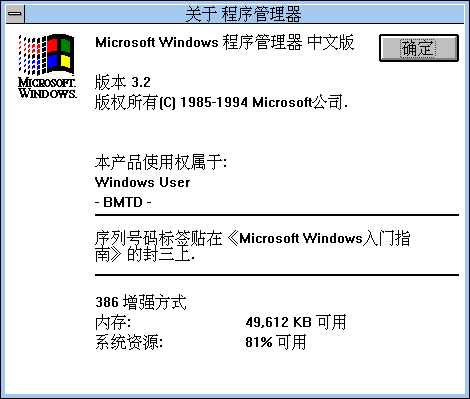
Скриншот Windows 3.2. для китайского рынка, показывающий окно "О программе"

В 1994 году была выпущена Windows 3.2. Windows 3.2 была обновлением Windows 3.1 для исправления написания и отображения сложных китайских шрифтов.
Со временем Windows 3.x была заменена Windows NT (Windows NT 3.1 и т. д.), Windows 95, Windows 98 и более поздними версиями, которые интегрировали компоненты MS-DOS и Windows в единый продукт.
В дальнейшем Windows 3.x нашла применение в старых встроенных системах. 1 ноября 2008 Microsoft прекратила выдачу лицензий на её использование.

## Режимы доступа к памяти
Семейство Windows 3.x могло функционировать в трёх различных режимах работы с памятью:
- Реальный режим, предназначенный для старых компьютеров (8086, 8088, 80186, 80188).
- Стандартный режим, предназначенный для компьютеров с процессором 80286.
- Расширенный режим 386, предназначенный для компьютеров с процессором 80386.

Реальный режим позволял компьютеру работать так, как если бы он был компьютером 8088, включая ограничение на максимальный доступный объём оперативной памяти (1 мегабайт). Схема расширенной памяти применялась для того, чтобы использовать память в адресном пространстве выше 1 мегабайта (если таковая имелась). Это существенно замедляло работу компьютера, и реальный режим использовался только в том случае, если какие-либо старые приложения не могли работать в стандартном и расширенном режимах, либо на старых компьютерах, которые поддерживали только реальный режим. Windows 3.0 была последней версией Windows, которая могла работать в реальном режиме.
Стандартный режим требовал процессор 286 или выше и использовал защищённый режим такого процессора. Это позволяло напрямую обращаться ко всей оперативной памяти компьютера одновременно, и давало возможность использовать виртуальную память, многозадачность (Windows не использовала многозадачность в стандартном режиме для приложений DOS) и защиту памяти, что делало Windows более стабильной в случае ошибки в приложении. Поддержка стандартного режима отсутствует в Windows для рабочих групп 3.11.
Расширенный режим 386 требовал процессор 386 или выше. Он включал все преимущества стандартного режима, плюс 32-разрядную адресацию для более быстрого обращения к памяти и выполнения программ. Основным преимуществом расширенного режима была настоящая многозадачность между приложениями DOS (но не Windows), и возможность их запуска в окнах.
В стандартном и расширенном режимах Windows 3.1 могла работать максимум с 256 мегабайтами ОЗУ; для Windows 3.0 это ограничение равнялось 16 мегабайтам. В первой половине 1990-х годов из-за дороговизны микросхем оперативной памяти большинство компьютеров на основе процессоров 386 и 486 редко имели даже 8 мегабайт ОЗУ, а 16 мегабайт считались роскошью, так что если бы потребность в памяти выросла до 256 мегабайт, большая часть её поддерживалась бы виртуальной памятью на жёстком диске, приводя к серьёзному замедлению работы.
Техническая разница стандартного и расширенного режима: в первом использовался DOS-extender dosx.exe, во втором — VMM.

## Полная ОС или оболочка для MS-DOS?
Системы Windows (не только 3.x и ниже, но и операционные системы семейства Windows 9x: Windows 95, Windows 98 и Windows Me) имеют сложную, оригинальную, гибридную и не полностью документированную внутреннюю структуру. Прежде всего, для их работы требуется MS-DOS, то есть они выполняются как бы «над» MS-DOS. Поэтому трудно определить, являются ли они операционными системами или всего лишь оболочками-расширениями для MS-DOS. Многие пользователи считают их операционными системами, поскольку они выглядят так же, как и многие полноценные ОС. В то же время другие не считают это семейство Windows настоящими операционными системами. Подобный режим загрузки (server.exe запускался из-под DOS, который мог быть полностью выгружен из оперативной памяти) использовала ОС Novell Netware, независимость которой от DOS не вызывает сомнений.
Windows 3.x требует предварительно установленной копии MS-DOS, которая должна загружаться при включении компьютера. Windows затем запускается как приложение, и её работа может быть прервана в любое время, в результате чего пользователь возвращается в обычную командную оболочку MS-DOS. (Для сравнения: в UNIX-подобных операционных системах (в том числе и Linux) так запускается и работает X Window System — графический сервер, реализующий GUI.) Кроме того, драйверы для некоторых устройств (включая драйверы для дисководов компакт-дисков и доступа к сети) предоставляются MS-DOS. С другой стороны, Windows требует специально написанных приложений и имеет особый формат для исполняемых файлов, который значительно сложнее, чем аналогичный формат в MS-DOS. Windows имеет большое количество собственных драйверов и по большей части собственную систему управления памятью.
Помимо этого, MS-DOS не изолирует приложения от аппаратного обеспечения и не защищает саму систему от приложений. Резидентная часть MS-DOS сродни библиотеке функций, предназначенных для работы с дисковыми накопителями и для загрузки приложений с них. Программа в среде MS-DOS имеет возможность выполнять любые действия, в том числе заменять или пропускать код MS-DOS или его часть, временно или постоянно. Windows использует эту возможность в своих собственных целях, и уровень пропуска стандартного кода MS-DOS возрастал с каждой новой версией. Windows 3.1 и её 32-разрядный доступ к диску заменял код BIOS для доступа к дискам, а Windows для рабочих групп 3.11 заменяла «родной» код MS-DOS для обращения к файлам. Это впоследствии сделало возможной поддержку длинных имён файлов в Windows 95, в результате чего файловый код DOS оказался устаревшим.
Кроме того, программа MS-DOS, работающая в среде Windows, могла использовать те возможности Windows, которые не поддерживались MS-DOS. Программа MS-DOS, выполняющаяся в Windows для рабочих групп 3.11, автоматически использовала 32-разрядный доступ к файлам вместо обычных функций доступа к файлам и дискам, имеющихся в MS-DOS. Аналогично, особым образом написанная программа для MS-DOS, работающая в Windows 95, может использовать длинные имена файлов.
Такие же принципы работы характерны для Windows 98 и Windows Me, в которых по-прежнему смешаны 16-разрядный и 32-разрядный код. Тем не менее, с каждой последующей версией 16-разрядный код становился всё менее заметным.
Семейство Windows NT состоит из операционных систем, которые полностью отделены от MS-DOS и целиком составлены из 32-разрядного кода. Программы MS-DOS и Win16 работают в специальных виртуальных машинах DOS, которые реализованы посредством обыкновенного API Win32.
Тем не менее Windows 3.x может быть успешно запущена поверх DosBox, в том числе на мобильных устройствах: телефонах Motorola MotoMagx, карманных компьютерах с операционными системами Windows Mobile, Android и Symbian OS 9.

## Аппаратные требования
| ОЗУ          | 640KB основной и 256KB расширенной памяти (или больше) |
| Процессор    | Intel 80286 (или выше)                                 |
| Жёсткий диск | 6,5 MB (рекомендовано 9 MB)                            |
| MS-DOS       | 3.1 или выше                                           |

## Восприятие
Windows 3.0 стала первой версией операционной системы, получившей признание критиков благодаря своему графическому интерфейсу на основе иконок, что обеспечивало простоту выполнения операций, улучшенную многозадачность и больший контроль над настройками. Это программное обеспечение было отмечено за эффективное управление памятью, устраняя ограничения в 640 килобайт, что было характерно для предыдущих версий, и поддерживало более мощные процессоры. Несмотря на высокие требования к памяти, Windows 3.0 была признана более эффективной по сравнению с предшественниками, что способствовало её популярности среди пользователей.
На фоне успеха Windows 3.0 Microsoft подверглась критике за попытки доминировать на рынке приложений, привлекая разработчиков к созданию ПО для OS/2, одновременно развивая свои собственные приложения для Windows. В результате её доля на рынке электронных таблиц и текстовых процессоров выросла с 10-15% до более 60% к 1995 году. Microsoft также потратила значительные средства на маркетинг, что способствовало коммерческому успеху Windows 3.0 — в первую неделю после выпуска она стала самым продаваемым программным обеспечением для бизнеса, а за шесть месяцев были проданы два миллиона копий.
Windows 3.0 рассматривается как поворотный момент для Microsoft, так как она привела к доминированию компании на рынке операционных систем и улучшению её доли на рынке приложений. Успех этой версии способствовал и улучшению финансовых показателей компании: в 1990 году Microsoft впервые преодолела планку в 1 миллиард долларов дохода за год. С выходом преемницы Windows 3.1, которая получила положительные отзывы за стабильность и мультимедийные функции, продажи продолжали расти, а Windows стала наиболее широко используемой операционной системой на основе графического интерфейса. Microsoft прекратила поддержку Windows 3.1 и Windows for Workgroups в 2001 году, а их заменой стали Windows NT 3.1 и Windows 95.

## Модификация интерфейса
Существует среда операционного стола Calmira с открытым исходным кодом, позволяющая использовать в Windows 3.x интерфейс Windows 95 или Windows XP (или более поздних версий в модифицированных вариантах).

## Совместимость с DR-DOS
Инсталлятор бета-версии использовал код, который проверял, работает ли он на лицензированной версии Microsoft DOS или на другой операционной системе DOS, такой как DR-DOS. Этот код, известный как код AARD, был отключён Microsoft перед окончательным релизом Windows 3.1, хотя полностью удалён не был. Digital Research, владелец DR-DOS, выпустила исправление в течение нескольких недель, чтобы инсталлятор смог продолжить работу. Записи, опубликованные во время антимонопольного дела против Microsoft Corp. в 1999 году, показали, что компания уделяла особое внимание DR-DOS. Когда Caldera приобрела DR-DOS у Novell, они подали иск против Microsoft из-за кода AARD, который позже был урегулирован, и Microsoft выплатила 280 миллионов долларов.

## Наследие
Windows 3.1 заняла свою нишу на рынке как встроенная операционная система после того, как устарела в сфере ПК. К 2008 году как Virgin Atlantic, так и Qantas использовали её для некоторых бортовых развлекательных систем на дальнемагистральных самолётах. Она также продолжает применяться в качестве встроенной ОС в розничных кассовых аппаратах. 14 июля 2013 года ядро Linux версии 3.11 было официально названо «Linux для рабочих групп» в ироничной отсылке к Windows для рабочих групп 3.11.
В ноябре 2015 года сбой Windows 3.1 в аэропорту Орли в Париже, отвечавшей за передачу пилотам информации о видимости в условиях тумана, привёл к временной остановке полётов. Не уточняется, был ли сбой вызван аппаратными или программными проблемами, хотя акцент на операционной системе предполагает программный сбой. В 2016 году организация Internet Archive выпустила Windows 3.1 в виде эмулируемой среды в веб-браузере.
В январе 2024 года немецкая государственная железнодорожная компания Deutsche Bahn опубликовала вакансию системного администратора со «знанием устаревших операционных систем». Основные обязанности, указанные в вакансии, включали обслуживание старой системы и обновление драйверов. Необходимость в дальнейшем использовании Windows 3.11, по-видимому, была связана с системой автоматизации Siemens SIBAS (Siemens Bahn Automatisierungs System), используемой для управления поездами. Вакансия была отозвана из-за «неудачной формулировки».